# AKIRA (1988年の映画)
『AKIRA』（アキラ）は、大友克洋による同名の漫画を原作とした1988年7月16日公開の長編アニメーション映画。アニメーション制作は東京ムービー新社が、監督は原作者である大友自身がそれぞれ務めている。大友にとっては初の長編映画で、当時の日本アニメとしては異例の巨額な制作費を投じ、日本中から一線級のスタッフを集めて制作された。映画制作時点ではまだ漫画が雑誌連載中で、コミックスも4巻までしか刊行されていなかったことから、原作とはストーリーが異なる。映画は大友が自ら描き下ろした絵コンテをベースに、原作コミックス2巻前後までの話を展開した後、映画独自のラストに帰結させる形でまとめられた。
劇中に登場するメカデザインは原作漫画からのものが多く、ほとんどを大友がデザインしている。ただし、バイクに関しては森本晃司がデザインのいくつかを手掛けており、自動車は田中清美が担当した。また、アキラが冷凍されていた極低温ポッドの複雑な内部パーツなどは、渡部隆の手によるものである。
映画冒頭のジョーカーとの対決で、金田がバイクを横滑りさせて急停止させるシーンは本作を代表する場面の一つであり、様々な作品でオマージュされている。また、走るバイクのテールライトの光が尾を引くように残像を残して描いたり、複雑な形状の脳波の波形を3DCGアニメーションとセル画の背景合成で再現したりなどの斬新な演出も多数行われ、その後のアニメ作品に影響を与えている。
日本のアニメでは珍しく、一般的な「アフレコ」方式ではなく、声優の声の芝居を先に収録してその芝居に合わせて作画してゆく「プレスコ」方式を採用している。

## ストーリー
1988年7月16日、関東地方で「新型爆弾」が炸裂し、第三次世界大戦が勃発。それから31年後、2019年の新首都「ネオ東京」では、反政府ゲリラとアーミーとの衝突が続いていた。
不良少年の金田は、山形・甲斐・鉄雄といった仲間と共に、オートバイでの暴走と対立チームとの抗争に明け暮れる日々を過ごしていた。ある日、鉄雄が謎の能力を持つ青白い肌の少年・タカシとの間で発生した事故をきっかけにアーミーに捕えられ、金田は取り調べ中に反政府ゲリラの少女・ケイと知り合う。
事故をきっかけとして能力に目覚めた鉄雄は、見知らぬ少年の幻覚に苛まれるようになり、怒りに任せて力を振るうようになっていく。そんな鉄雄をアーミーの大佐は能力を秘めた実験体として管理下に置こうとする。
金田はケイらゲリラ組織のメンバーと共にアーミーのラボに潜入し鉄雄を助け出そうとするが、力に目覚めた鉄雄はそれを拒否する。鉄雄はナンバーズからアキラの存在を引き出すと、自らの力でラボを飛び出しアキラのもとへ向かう。鉄雄に山形が殺されたことで、金田は鉄雄との対決を決意する。大佐は事態を収集しようと奔走するが、国の最高幹部会議から権力を剥奪されそうになり、クーデターを決行。ネオ東京に戒厳令が敷かれ、鉄雄を止めるためクーデター軍がネオ東京の街角に配備される。
鉄雄はアーミーを圧倒しながら、旧市街に建設されたオリンピック会場の地下施設に向かう。キヨコが操るケイの攻撃を退け、鉄雄はアキラが眠る冷凍カプセルの封印を解く。しかしそこにあったのは、バラバラに分解され冷凍保存された人体の標本であった。大佐は「それがアキラだ」と鉄雄に告げる。駆けつけた金田が鉄雄と対決する中、大佐が「SOL」によるレーザー照射を実行。直撃を受けて鉄雄は右腕を失うが、衛星軌道へ飛びSOLを破壊する。SOLの攻撃を生き延びた金田はケイや甲斐と合流し、鉄雄との最終決戦に備える。
オリンピックスタジアムの玉座に座る鉄雄は、能力のコントロールを失いつつあり、変調が心身に現れはじめていた。ラボに帰れという大佐の説得を拒否し、再び現れた金田との戦いの末に、制御不能となった鉄雄は膨張する肉と機械の塊のような怪物へと変貌を遂げる。暴走する鉄雄の肉塊がアキラの標本の前に現れたナンバーズを飲み込もうとした瞬間、標本のビンが光とともにはじけ、その中からアキラの姿が現れる。発生した光の球体があらゆるものを飲み込み始める中、救いを求める鉄雄を追って金田が光の中へ飛び込み、ナンバーズらも金田を救うため後を追う。
光の中に飲み込まれた金田が目撃する、幼いころの鉄雄やナンバーズの記憶。そしてナンバーズから、人々の間にもアキラの力の目覚めが始まっていることを知らされる金田。鉄雄はナンバーズとアキラによって、新たに誕生した宇宙へ運ばれ、金田はケイの呼び声で元の世界へ引き戻される。
旧市街を飲み込んだ光の球体はやがて急速に収縮し、ビル群を巨大な津波が襲う。スタジアムの瓦礫の山で辛うじて生き延びた金田は、粒のように小さくなり消えてゆくアキラの光を両手で握りしめ、鉄雄の名をつぶやく。同じく生き延びていたケイと甲斐が合流し、三人は光が差し始めた瓦礫の中をバイクで走り去る。
暗闇の中に「僕は…鉄雄…」という声が響くと、そこに光が生まれ、銀河が次々とあふれ出す。

## 声の出演
| キャラクター     | 日本語版                                              | 英語版 | 英語版（DVD版） |
| ---------------- | ----------------------------------------------------- | --- | --- |
| 金田             | 岩田光央                                              | カム・クラーク | ジョニー・ヨング・ボッシュ |
| 鉄雄             | 佐々木望                                              | ジャン・ラブソン | ジョシュア・セス |
| ケイ             | 小山茉美                                              | ララ・コーディー | ウェンディー・リー |
| 敷島大佐         | 石田太郎                                              | トニー・ポープ | ジェーミソン・プライス |
| ドクター（大西） | 鈴木瑞穂                                              | ルイス・ルメイ | シモン・プレスコット |
| 竜               | 玄田哲章                                              | スティーブ・クレイマー | ロバート・ブッフホルツ |
| 根津             | 大竹宏                                                | トニー・ポープ | マイク・レイノルズ |
| マサル（27号）   | 神藤一弘                                              | ボブ・バーゲン | トラビス・ウェイバー |
| タカシ（26号）   | 中村龍彦                                              | バーバラ・グッドソン | コディー・マッケンジー |
| キヨコ（25号）   | 伊藤福恵                                              | メローラ・ハート | サンディ・フォックス |
| カオリ           | 淵崎有里子                                            | バーバラ・ラーセン | ミシェル・ラフ |
| 山形             | 大倉正章                                              | トニー・ポープ | マイケル・リンジー |
| 甲斐             | 草尾毅                                                | ボブ・バーゲン | マシュー・マーサー |
| ミヤコ           | 北村弘一                                              | スティーブ・クレイマー | ウィリアム・フレデリック・ナイト |
| 取調官           | 池水通洋                                              | ボブ・バーゲン | スティーブ・ステイリー |
| アーミー         | 荒川太郎 田中和実                                     | スティーブ・クレイマー | カート・P・ウィンバーガー |
| 崎山技師         | 加藤正之                                              | | |
| 春木屋店長       | 秋元羊介                                              | ボブ・バーゲン | ジョン・スナイダー |
| 渡辺             | 荒川太郎                                              | ジャン・ラブソン | スキップ・ステルレッヘト |
| 竹山             | 平野正人                                              | ジャン・ラブソン | エディ・フライアーソン |
| 桑田             | 岸野幸正                                              | ボブ・バーゲン | ジョナサン・C・オズボーン |
| ゲリラ           | 平野正人                                              | ウォーリー・バー | マイケル・マコノヒー |
| 島崎             | 岸野幸正                                              | トニー・ポープ | ロバート・アクセルロッド |
| 高場             | 二又一成                                              | | |
| ミヤコ信者       | 塩屋浩三                                              | | |
| 少女A            | 藤井佳代子                                            | ララ・コーディー | ジュリーアン・テイラー |
| 少女B            | 豊島まさみ                                            | ジュリー・フェラン | パトリシア・ジャ・リー |
| 少女C            | 大野由佳                                              | バーバラ・グッドソン | ダイアン・ディロサリオ |
| 最高幹部会議員   | 北村弘一 岸野幸正 加藤正之 平野正人 荒川太郎 池水通洋 | ルイス・アークエット カム・クラーク ルイス・ルメイ バーバラ・グッドソン スティーブ・クレイマー ジャン・ラブソン ボブ・バーゲン | マイケル・フォレスト ピーター・スペロス ダン・ロルジュ ボブ・パーペンブルック マイケル・ソリッチ ダグ・ストーン ポール・セント・ピーター クリストファー・キャロル |
| その他           | 小林通孝 梅津秀行 稲垣悟                              | | |

## スタッフ
- 製作・著作 - アキラ製作委員会（講談社・毎日放送・バンダイ・博報堂・東宝・レーザーディスク・住友商事・東京ムービー新社）
- プロデューサー - 鈴木良平、加藤俊三
- 原作・監督 - 大友克洋
- 製作 - 野間佐和子
- 助監督 - 竹内啓雄、佐藤博暉
- 脚本 - 大友克洋、橋本以蔵
- 作画監督 - なかむらたかし
- 作画監督補 - 森本晃司
- 音楽監督 - 山城祥二
- 録音 - 瀬川徹夫
- 効果 - 倉橋静男
- 美術監督 - 水谷利春
- 撮影監督 - 三澤勝治
- 編集 - 瀬山武司
- 原画 - 福島敦子、井上俊之、大久保富彦、木上益治、沖浦啓之、坂巻貞彦、平山智、牟田清司、うつのみやさとる、竹内一義、江村豊秋、須藤昌朋、鈴木信一、植田均、富田邦、知吹愛弓、佐藤千春、瀬尾康博、時矢義則、二村秀樹、川崎博嗣、鍋島修、多田雅治、橋本浩一、岡野秀彦、堀内博之、長岡康史、仲盛文、大平晋也、北久保弘之、漆原智志、山内英子、梅津泰臣、高橋明信、寺沢伸介、本谷利明、柳野龍男、増尾昭一、小原秀一、金田伊功、河口俊夫、遠藤正明、松原京子、大塚伸治、田中達之、柳沼和良、金井次郎、高木広行、二木真希子、橋本晋治、高坂希太郎
  - テレコム・アニメーションフィルム
    - 丸山晃一、道旗義宣、小野昌則、八崎健二、野口寛明、増田敏彦、矢野雄一郎、楠本祐子、青山浩行、滝口禎一、末永宏一、鷲田敏弥、富沢恵子
- 動画 - 中村プロダクション、ドラゴンプロダクション、テレコム・アニメーションフィルム
- 動画協力 - OH!プロダクション、ガイナックス、スタジオダフ、スタジオディーン、ムーク、進藤プロダクション、玉沢動画舎、スタジオムサシ、スタジオルック、ファンタジア、ブーメラン、京都アニメーション、メルヘン社、わあぷ、サムタック、スタジオぴえろ、手塚プロ、グループライナス、雷神フィルム、タイガープロダクション、スタジオ九魔、スーパースピリッツ、あすなろスタジオ、アニマル屋、マジックバス、アニメアール、ラジカルパーティー
- 色指定 - 山名公枝、池内道子、田中せつ子
- 仕上検査 - 塩谷典子、小川典子、柏倉由合子、立川照代
- 特殊効果 - 前川孝
- 仕上 - 遊民社
- 仕上協力 - テレコム・アニメーションフィルム、I・Mスタジオ、大阪アニメ・スタジオ、スタジオロビン、イージーワールド、鈴木動画、スタジオ九魔、エムアイ、スタジオノエル、スタジオマリーン、オフィスネクストワン、スタジオルック、ファンタジア、ボビー企画
- 美術 - 海老沢一男、池畑祐治、大野広司
- 設定・レイアウト - 渡部隆、田中精美
- ハーモニー - 高屋法子
- 背景 - スタジオ風雅、スタジオユニ、獏プロダクション、石垣プロダクション、小林プロダクション
- 背景協力 - ながやす巧
- 撮影 - 旭プロダクション、トムス・フォト
- 撮影協力 - トランス・アーツ
- CG制作 - ハイテックラボ・ジャパン（協力 - 住商電子システム, Wavefront Technologies）
- 演出助手 - 石堂宏之、須藤典彦
- 編集助手 - 足立浩
- クイックアクション - 森田吾朗
- 音楽
  - 作曲・指揮 - 山城祥二
  - 演奏 - 芸能山城組
  - サウンドアーキテクト - 浦田恵司
  - 音楽ディレクター - 村本敬史、佐々木史朗
  - レコーディングエンジニア - 依田平三、高田英男、吉岡恵一郎
  - マルチチャンネルミックスダウンエンジニア - 大野映彦
  - 音楽制作 - ビクター音楽産業、アキラ製作委員会
  - レコーディングスタジオ - ビクター青山スタジオ、アビラック ミュージックコミュニティセンター、昭和女子大学人見記念講堂
- 音響監督 - 明田川進
- 音響プロデューサー - 島田十九八
- 録音 - 内藤幸恵、清家利文
- 効果 - 柴崎憲治（東洋音響）
- 録音担当 - 尾形浩三
- 音響担当 - 三間雅文
- 音響制作スタジオ - D.S.Dゆりーか
- 音響制作協力 - マジックカプセル
- タイトル - 石田功
- 制作宣伝 - 水尾芳正、熊井良助
- 制作進行 - 松元文一、山路晴久、高橋伸治、末定智弘、新井実、吉田純哉
- 制作事務 - 信本敬子
- 制作担当 - 角田研、池田陽一、横溝隆久
- 録音スタジオ - アオイスタジオ
- 現像 - 東京現像所
- DOLBY STEREO技術協力 - 森幹生、極東コンチネンタル株式会社
- 制作スタジオ - アキラスタジオ
- アニメーション制作 - 東京ムービー新社
- 協力 - 有限会社マッシュルーム、タイトー、ソニー、ベストバイク社、フリーランスプランニング、NTT、有限会社スタジオハード、White House、KADOYA、友&愛ビジネスコーポレーション、やまもと寛斎、チチヤス乳業、コダック・ナカセ、パイオニア

## 制作
総製作費10億円、製作スタッフ1,300人と破格の労力がつぎ込まれ、70mmプリント・セル画15万枚・色彩設定327色という日本のセル画のアニメーション映画としては最高峰の作品。漫画において驚異的なデッサン力でリアル志向の画を追求してきた大友が、自身の画をアニメでも再現することを求め、動きもとことんリアルさにこだわって制作した。大友のハイレベルなデッサンの画を緻密に動かすために集められた作画メンバーは、作画監督のなかむらたかし、作監補の森本晃司、原画に金田伊功、福島敦子、井上俊之、沖浦啓之、木上益治など、その後の日本アニメを支えることになる超一流のスタッフばかりだった。
作画については、日本の一般的なアニメのコマ打ちが「3コマ打ち」で描かれることが多いのに対し、本作は「2コマ打ち」を基本として制作されている。一般的に、同じ画が続くフレームが多いほど動きは制限され、少ないほどなめらかな動きを描けるが、それだけ描かなければならない画の枚数は増えることになる。大友は、よりリアルな動きを追求するため「2コマ打ち」に挑戦して、人体の細かな動作を再現、動きによって感情を表現している。その動きの緻密さが端的に見て取れるのはキャラクターの口の動きで、一般的な日本のアニメでは、口の形は3種類程度だが、本作では人間の口の動きをリアルに再現するためAからGまでの7種類に描き分けられており、セリフとのリップシンクも精密に作られている。また、メインのキャラクターが動いている時、それ以外のキャラクターは大体止まっているものだが、本作では画面上すべてのキャラが動いている。リアリティーへのこだわりはレイアウトにも表れており、広角レンズや望遠レンズを意識した描き分けをするなど、画でありながらカメラで撮影されたかのような映像を作り上げている。

## 音楽
劇伴は芸能山城組が担当。ガムランやジェゴグ、ケチャを使用した独特の楽曲は、劇伴の枠を超えた独自性を持ち、音楽面でも高い評価を得た。
当初、大友は虫プロダクション出身のプロデューサーからシンセサイザーの音楽家・作曲家として非常に有名な冨田勲を薦められたが、その頃、SF作品とシンセサイザーという組み合わせはありがちなものだった。当たり前すぎてあまりエキサイティングではないと感じた大友は、何かユニークな新しいことをやりたいと思い、当時、自身が好んで聞いていた芸能山城組の音楽を使うことにした。彼らの民族的な音楽が『AKIRA』に合うと思ったからである。問題は、山城がプロのミュージシャンではなく、実際の仕事は学校の教師で、連絡先もわからないということだったが、どうにか会うことが出来て、直接依頼することになった。最初は山城を説得するために「2曲だけだから」とオファーしたが、実際はもっと曲が必要だった。そこで全体のラッシュアニメーションと全ての絵コンテを見せたところ、作品を気に入った山城が映画の音楽を全て手掛けることを了承した。

## 公開
日本では、1988年7月16日に全国公開された。公開当時の配給収入はおよそ7億5000万円で、「10億円」と報じられた制作費を補えるものではなかった。
海外では、日本公開からおよそ1年半後の1989年12月にアメリカで公開された。日本のアニメが海外でまだ浸透していない時代だったこともあり、公開は大都市のごく一部の劇場に限定され、Box Office Mojoによれば興行収入およそ44万ドル（当時のレートでおよそ5500万円）、最高位19位という結果に終わった。しかし一部のファンが日本ですでに発売されていた公式なビデオだけでなく海賊版も用いて上映会を行うと、噂を聞いたファンの間でダビングされたビデオの貸し借りも盛んに行われ、斬新なカルチャーに飢えていた若者たちを中心に各地に人気の輪が広がって行った。こうした非公式ながらも草の根運動的なネットワークの勢いに脅威を感じた配給会社のストリームライン・ピクチャーズは、公式なビデオの発売にあたって、実際に使用したセル画やアニメの素材を特典にしたという。結果として、アメリカでの公式なビデオソフトも合計10万本を超えるヒットとなり、『AKIRA』は名実ともにジャパニメーションの金字塔となった。1991年には規模を拡大して全米で公開された。
2001年、パイオニアの米国法人Pioneer Entertainment社が100万ドルの費用をかけてデジタルリマスターしたものがアメリカで再上映され、封切り1週間で2万2000ドルの興行収入を記録した。
2020年4月3日から、IMAXレーザーなどIMAXシアターが導入されている日本全国36館にてリバイバル公開され、6月5日からは通常の映画館でも4Kリマスター版が上映された。さらには4K映像をドルビービジョンのHDR映像にリマスターを行い、全国7館のドルビーシネマでも12月4日に公開された。

## 評価
日本アニメの世界的ブームの火付け役となった作品。日本だけでなく海外での評価も高く、公開から30年以上経っても全世界に多くの熱狂的なファンを抱える。
ディズニーに代表されるマンガ色が強いアメリカの児童向けアニメとは全く異なる「リアルな頭身で描かれるキャラクター」「退廃した未来都市を緻密に描き込んだ美術」「SF的な設定と壮大なスケールで描かれる物語」「バイオレンスやグロテスクを内包したアクション」は強い衝撃を与え、後に"ジャパニメーション"なる造語を生み出すなど、海外における日本のアニメーション像に強い影響を残した。
英国の映画サイトが選ぶ「世界のアニメ映画ランキング」第5位、米ハリウッド・リポーター選出の「大人向けアニメ映画ベスト10」第4位、米サイト選出の「ディストピア映画20傑」第3位など、海外ではSF映画の古典とされている。
スティーヴン・ジェイ・シュナイダーの『死ぬまでに観たい映画1001本』に掲載されている。
2007年に実施された「日本のメディア芸術100選」において、アニメーション部門では本作が第13位に選出された。

### 大友克洋
監督を担当した大友克洋は、最初のラッシュを見たときに「これは失敗作だと思った」と語っている。時間と予算が限られていたためにカットした部分が多く、またすべての作業を行うのに十分な数のアニメーターをそろえることが出来なかったために仕上がりに不満があり、さらにスタジオがコスト削減のために海外に外注していた原画の出来もあまりよくなかった。そのため、前半は良かったが、後半に行くほど画質やカットの質が下がっていくのを見て、情けない気持ちになったという。

### 押井守
映画監督でアニメーション演出家の押井守は、「2年近く踏ん張って、確かに緻密で良くやっているが、何度も見たい感じの映画じゃない」と否定的なコメントを寄せ、自身にとっては想定内の映画であり、目新しさが何処にも無く、作品として未完成さがあまりにも貧弱であると酷評している。

## 関連商品

### 映像ソフト
1988年12月のビデオ化にあたり、大友は公開時に不満のあった200ものカットに自ら手を加え、撮影や音響も向上させた。そしてスタッフやキャストの表記を全て英語に置き換えたものが「国際映画祭参加版」としてリリースされた。
2000年代にDVDが台頭・普及したのに合わせてデジタルリマスタリングが施され、2001年に『AKIRA DVD EDITION』として発売された。
2000年代後半にフルHD（2K）解像度の映像を収録可能なBlu-ray Disc（BD）が登場すると、2009年に再度デジタルリマスタリングが施され、さらなる高画質化を果たした。
BDの後継規格であるUltra HD Blu-ray（UHD BD）の登場に合わせ、2020年に4K画質によるリマスター版が発売された。35mmマスターポジフィルムから変換し、画質の向上に加えて山城祥二の指揮のもとに5.1ch音源のリミックスを実施。
| タイトル                  | 発売日         | 規格                                  | 規格品番   | レーベル                                    | 備考 |
| ------------------------- | -------------- | ------------------------------------- | ---------- | ------------------------------------------- | --- |
| AKIRA                     | 1988年11月29日 | VHS                                   | BES-320    | バンダイビジュアル                          | |
| AKIRA                     | 1988年12月15日 | LD                                    | SF070-1550 | パイオニアLDC                               | |
| AKIRA                     | 1989年6月25日  | S-VHS                                 | BSES-001   | バンダイビジュアル                          | |
| AKIRA                     | 1993年6月21日  | VHS                                   | BES-899    | バンダイビジュアル                          | |
| AKIRA DVD SPECIAL EDITION | 2001年10月25日 | DVD×2                                 | BCBA-1025  | バンダイビジュアル                          | オリジナル音声のほかに効果音が一新された5.1chサウンドの新規リミックス版の音声も新たに収録し、特典デスクに絵コンテの縮刷版も封入。 |
| AKIRA DTS sound edition   | 2002年12月21日 | DVD×2 （初回限定版）                  | PIBA-1267  | パイオニアLDC                               | 5.1chリマスター音声をDTSで収録。                                                                                                  |
| AKIRA DTS sound edition   | 2002年12月21日 | DVD （通常版）                        | PIBA-1268  | パイオニアLDC                               | 5.1chリマスター音声をDTSで収録。                                                                                                  |
| AKIRA                     | 2009年2月20日  | BD                                    | BCXA-0001  | バンダイビジュアル                          | |
| AKIRA                     | 2011年6月22日  | BD                                    | GNXA-1005  | バンダイビジュアル                          | NBCユニバーサル・エンターテイメントジャパン                                                                                       |
| AKIRA DTS sound edition   | 2011年6月22日  | DVD                                   | GNBA-1328  | NBCユニバーサル・エンターテイメントジャパン | |
| AKIRA 4Kリマスターセット  | 2020年4月24日  | 4K Ultra HD BD×1+2BD×2 （特装限定版） | BCQA-0009  | バンダイナムコアーツ                        | |
| AKIRA 4K REMASTER EDITION | 2021年7月23日  | 4K Ultra HD BD+BD                     | GNXA-2100  | NBCユニバーサル・エンターテイメントジャパン | |

### アニメコミックス

#### AKIRA アニメ版（オリジナル版）
1. 1988年8月29日第1刷発行、ISBN 4-06-174468-2
2. 1988年9月17日第1刷発行、ISBN 4-06-174469-0
3. 1988年10月13日第1刷発行、ISBN 4-06-174470-4
4. 1988年11月5日第1刷発行、ISBN 4-06-174471-2
5. 1988年12月1日第1刷発行、ISBN 4-06-174472-0

#### AKIRA アニメ版（新装版）
1. 2000年8月23日第1刷発行、ISBN 4-06-310121-5
2. 2000年8月23日第1刷発行、ISBN 4-06-310122-3
3. 2000年8月23日第1刷発行、ISBN 4-06-310123-1
4. 2000年8月23日第1刷発行、ISBN 4-06-310124-X
5. 2000年8月23日第1刷発行、ISBN 4-06-310125-8

## 地上波テレビ放送
1990年代に何度か放送された。2000年代に入ると、大友の監督作品『スチームボーイ』の公開にあわせて2004年7月10日にTBSで、大友が参加したオムニバス映画『SHORT PEACE』の公開にあわせて2013年にTOKYO-MXとテレビ大阪で放送された。

## 新アニメ化プロジェクト
2019年7月4日（現地時間）、米ロサンゼルスで開催された「Anime Expo 2019」で、大友の新作映画『ORBITAL ERA』の発表と共に本作のサンライズによる新アニメ化企画が発表された。原作漫画の1〜6巻に準拠したストーリーを展開するとのことだが、2022年12月20日時点で詳細は発表されていない。